# Кокшан (Удмуртия)
Кокшан (Верхний Кокшан) — деревня в Граховском районе Удмуртии, на реке Кокшанка. Входит в состав Новогорского сельского поселения.

## История
По итогам десятой ревизии в 1859 году в 53 дворах удельной деревни Верхнекокшанская, что на речке Косманке проживало 637 жителей.
До 1921 года деревня входила в состав Новогорской волости Елабужского уезда (с 1921 года — Можгинского). С 1924 года в составе Новогорского сельсовета Граховской волости. С 1925 по 1954 годы в деревне располагался административный центр Верхне-Кокшанского сельсовета, в состав которого входили деревни: Верхний Кокшан, Нижняя Сайка, Верхняя Сайка, Макарово, Сырян, Соловьёвка, Возжайка, Ключёвка, Юрино и Новотроицкая. В 1954 году Верхне-Кокшанский сельсовет был ликвидирован и присоединен к Новогорскому сельсовету.
20 января 1956 года деревни Верхний и Нижний Кокшан были объединены в одну деревню, получившую название — Кокшан. В 2004 году Новогорский сельсовет преобразован в Новогорское сельское поселение.

## Улицы
- Быковская улица
- Грузлевская улица
- Новая улица